# Earthshock
Earthshock (Choque en la Tierra) es el sexto serial de la 19.ª temporada de la serie británica de ciencia ficción Doctor Who, emitido originalmente en cuatro episodios, dos por semana, del 8 al 16 de marzo de 1982. Marca la última aparición regular de Matthew Waterhouse como el acompañante Adric, acabando su último episodio de una forma especial y única con unos créditos en silencio en memoria del personaje, al ser uno de los pocos casos en la historia de la serie en los que un acompañante fallecía.

## Argumento
Mientras la TARDIS llega a la Tierra en el futuro, Adric discute con el Quinto Doctor sobre la falta de atención y respeto que recibe comparado con Nyssa o Tegan, y desea regresar a su planeta natal, Terradon, algo que el Doctor le dice que es imposible. Mientras el grupo explora una serie de cavernas, les sorprenden el teniente Scott y sus hombres, que detectaron su llegada. Scott acusa al grupo de matar al resto del equipo de exploración del profesor Kyle mientras buscaban fósiles en las cavernas. El Doctor convence a Scott de que le deje ayudar y les dirige a unos escombros de roca, donde encuentran los cuerpos del equipo de Kyle, junto a una extraña ventanilla de metal. Mientras el Doctor examina la ventanilla, otros hombres de las fuerzas de Scott son asesinados por unos androides no detectados por el equipo humano. El Doctor logra detenerles, pero los androides logran enviar las imágenes a sus amos, los Cybermen, que reconocen a su viejo enemigo. El Doctor logra abrir el panel, revelando una potente bomba que podría destruir el planeta, y ordena a Nyssa y Tegan que lleven a todos a la TARDIS mientras Adric y él la desactivan.
En la TARDIS, el Doctor sigue la señal de los androides y mandan la bomba de vuelta a su origen, un trasbordador espacial fuera del sistema solar esperando luz verde para dirigirse a la Tierra después de que inspeccionen su carga. El Doctor le da instrucciones a todos de que se queden en la TARDIS mientras Adric y él la exploran. Los dos son rápidamente capturados por las fuerzas de seguridad del trasbordador cuando llegan a los cadáveres de su tripulación, y les llevan a conocer al capitán Briggs. Los Cybermen, escondidos en uno de los contenedores del trasbordador, deciden que es hora de hacerse con el control de la nave, y comienzan un asalto al puente de mando. Aunque los miembros de la tripulación, junto a Tegan, Kyle Scott y sus hombres, intentan levantar barricadas, las defensas son derribadas por Ringway, el oficial de seguridad de Briggs, que era un doble agente de los Cybermen. Kyle es asesinado y Tegan capturada. El puente de mando entonces es tomado. El Cyber-Líder revela que el Doctor ha estropeado su plan inicial de borrar del mapa gran parte del planeta mientras varios mandatarios de visita estaban presentes para una conferencia de alianza interestelar, pero tiene un plan de reserva de estrellar el trasbordador en la Tierra, con sus motores de antimateria capaces de provocar una fuerza devastadora similar. Los Cybermen ponen la nave en alta velocidad en rumbo de colisión con la Tierra, y después colocan un bloque en los controles de navegación para evitar que los humanos lo desvíen. El Cyber-Líder, con Tegan como rehén, obliga al Doctor a que les lleve a la TARDIS para escapar de la nave condenada, dejando a Adric, Briggs y otros tripulantes allí. Al saber que los Cybermen son alérgicos al oro, Adric le da al Doctor su medalla de oro por excelencia matemática.
Scott llega para ayudar a Adric y Briggs a derrotar a sus guardias, y Adric piensa que podrá descodificar el encriptado para desactivar el bloqueo. Sin embarco, sus intentos provocan que el trasbordador salte en el tiempo, 65 millones de años en el pasado. A bordo de la TARDIS, a punta de pistola del Cyber-Líder, el Doctor refleja que esa fue la época en la que un objeto enorme se estrelló con la Tierra y provocó la extinción de los dinosaurios. Adric logra desactivar otra parte del bloqueo, sacando al trasbordador del transporte temporal, pero aún en rumbo directo contra la Tierra. Briggs, Scott y el resto de la tripulación aprovechan la oportunidad para escapar en los módulos de emergencia de la nave, pero Adric rechaza marcharse, decidido a derribar el bloqueo. Cuando Scott intentó comunicar a la TARDIS que lograron escapar pero Adric aún estab aa bordo, el Cyber-Líder intenta matar a la tripulación de la TARDIS. El Doctor estrella la medalla de oro de Adric en el pecho del Cyber-Kíder, aturdiéndole momentáneamente, y el resto de la tripulación recuperan el control contra los Cybermen que quedan. El Doctor intenta pilotar la TARDIS hasta el puente de mando para salvar a Adric, pero los controles se han dañado durante la lucha. Adric está a punto de terminar con el último sello de bloqueo, cuando un Cyberman dañado logra dispararle. El disparo falla, pero impacta en el teclado, haciéndole imposible completar la tarea. El Doctor, Nyssa y Tegan observan impotentes como el trasbordador de estrella contra la Tierra provocando una explosión masiva.
Los créditos aparecen en silencio, con un primer plano de la medalla de Adric, rota en mil pedazos en el suelo.

### Continuidad
En The Hand of Fear se introdujo el concepto de que la TARDIS estaba en un estado de gracia temporal, significando que las armas no funcionaban en su interior. En esta historia, sin embargo, esta función parece no funcionar, ya que el Doctor, Nyssa y el Cyber-Líder pueden disparar sus armas dentro de la sala de la consola. Nyssa menciona esto brevemente en Arc of Infinity, pero el Doctor simplemente cambia de tema sin explicarlo. En Matemos a Hitler, el Doctor dice que lo del estado de gracia temporal era "una mentira inteligente" por su parte.
Esta fue la última historia de Matthew Waterhouse como Adric. Waterhouse volvería a aparecer dos veces: en un breve cameo en el siguiente serial Time-Flight (1982) y en una aparición durante la regeneración del Quinto Doctor en The Caves of Androzani. Esta es la primera historia con David Banks como el Cyber-Líder y Mark Hardy como el Cyber-Teniente. Volverían a interpretar estos papeles en The Five Doctors (1983), Attack of the Cybermen (sin Hardy) (1985) y Silver Nemesis (1988). La frase de Banks de "¡Excelente!" para indicar aprobación se convirtió en una frase icónica asociada a los Cybermen.

## Producción
| Episodio                | Fecha de emisión    | Duración | Espectadores en millones | Estado en el archivo  |
| ----------------------- | ------------------- | -------- | ------------------------ | --------------------- |
| Episodio 1              | 8 de marzo de 1982  | 24:22    | 9,1                      | Cinta original en PAL |
| Episodio 2              | 9 de marzo de 1982  | 24:23    | 8,8                      | Cinta original en PAL |
| Episodio 3              | 15 de marzo de 1982 | 24:23    | 9,8                      | Cinta original en PAL |
| Episodio 4              | 16 de marzo de 1982 | 24:28    | 9,6                      | Cinta original en PAL |
| [ 1 ] [ 2 ] [ 3 ] [ 4 ] |                     |          |                          |                       |

El título provisional de historia era Sentinel. Aunque en los créditos aparece como editor de guiones Antony Root, en realidad hizo poco trabajo en Earthshock por no decir nada. Le acreditaron para evitar que Saward, que para este punto le había reemplazado en el trabajo, fuera acreditado así por su propio trabajo, algo que iba contra las regulaciones de la BBC.
Esta era la primera historia de los Cybermen desde Revenge of the Cybermen (1975), ya que el productor John Nathan-Turner quería traer de vuelta a un viejo enemigo, pero se resistía a usar a los Daleks. Antes de que el serial adquiriera su título final de Earthshock, Nathan-Turner se mantuvo firme en mantener el secreto del regreso de los Cybermen. Le dio instrucciones a Eric Saward de que no incluyera ninguna referencia a los Cybermen en el título de la historia. Nathan-Turner incluso cerró las galerías de observación del estudio durante la grabación y rechazó una oferta de Radio Times para hacer un avance publicitario de los Cybermen en su portada. El éxito de todo esto convenció a Nathan-Turner de seguir llenando la serie de referencias a ideas y enemigos del pasado.
Tras el éxito de utilizar imágenes de archivo para la secuencia del flashback en Logopolis (1981), Nathan-Turner consultó con el consejero de continuidad de la serie Ian Levine y le pidió que preparara un montaje similar para esta historia. Levine eligió un fragmento de todos los Doctores anteriores, salvo Jon Pertwee, que nunca había tenido una historia con los Cybermen. Los fragmentos seleccionados fueron: del Primer Doctor, el episodio dos de The Tenth Planet (1966), del Segundo Doctor, el episodio 6 de The Wheel in Space (1968) (y diálogo del Cyber-Líder refiriéndose a los eventos de The Tomb of the Cybermen (1967), que en esa época no se conservaba en el archivo de la BBC), y del Cuarto Doctor, la tercera parte de Revenge of the Cybermen (1975). Todos los fragmentos se presentaron en blanco y negro para mantener la continuidad, ya que los dos primeros videos se grabaron originalmente en blanco y negro.
Las secuencias de exteriores del primer episodio se rodaron el 29 de octubre de 1981 en la Springwell Lock Quarry, cerca de Rickmansworth, en Hertfordshire. El modelo del Cyberscopio se construyó usando fragmentos de la maqueta del decorado del Nostromo que se construyó para la película Alien, el octavo pasajero. De forma similar, las lecturas del dispositivo daban una serie de números aleatorios que también aparecían en los monitores del decorado del Nostromo.

## Recepción
La historia fue votada el 17º mejor serial en la encuesta anual de Doctor Who Magazine de 1997. Paul Cornell, Martin Day, y Keith Topping escribieron del serial en The Discontinuity Guide (1995), "Emocionante y enganchante desde el principio, pero un escritor se supone que no debe quedar tan atrapado en la emoción que las cosas empiecen a ocurrir sin otra razón que desarrollar la trama. Lo que tenemos es genial... para un primer borrador". En The Television Companion (1998), David J. Howe y Stephen James Walker describió Earthshock diciendo que "la historia como un todo aguanta el tipo muy bien y es muy entretenida". Señaló que los pequeños agujeros en la trama no se notaban demasiado. Howe y Walker llamaron al primer episodio "obra maestra de suspense y terror" y alabaron el regreso sorpresa de los Cybermen, de quienes dijeron que eran "más efectivos" que los de Revenge of the Cybermen. En 2012, Patrick Mulkern de Radio Times alabó la tensión y suspense, diciendo que "el guion de Saward y la dirección de Grimwade trabajan al unísono, desarrollando ritmo, impulso, atmósfera, y el epónimo shock". Alabó la nueva apariencia de los Cybermen, la estrella invitada Beryl Reid, y la forma en que la historia "logra lo inimaginable anteriormente que era que nos importara Adric". Reconoció que los críticos habían señalado "agujeros en la trama y saltos ilógicos", pero dijo que está dispuesto a "pasar de ellos". El crítico Christopher Bahn de The A.V. Club se mostró positivo acerca de cómo el serial representó a Adric, preparándole para su fallecimiento. Bahn alabó el primer episodio por ser "agradablemente tenso y misterioso", pero señaló que se separaba del resto de la historia, lo que llevó a que hubiera demasiados personajes en los restantes tres episodios. También criticó a los Cybermen, pensando que no volvían a sus raíces sin emociones y que cuando se metieron en la trama, "el argumento comenzó a atascarse en sus inverosimilitudes". La revista SFX listó la muerte en el puesto 29 de los mejores momentos "provoca lágrimas" de la ciencia ficción y la fantasía, calificándolo de una "tragedia" que logró que los espectadores sintieran que él les importaba. La revista también listó la escena como la tercera mejor marcha de un acompañante, calificándola de "escena de muerte construida con belleza" a pesar del hecho de que el personaje era "odiado por los fans".

## Publicaciones comerciales
Earthshock se publicó en VHS en Reino Unido en 1992. El DVD se publicó el 18 de agosto de 2003 como parte de las publicaciones de celebración del 40 aniversario de Doctor Who, representando la etapa de Peter Davison. Este DVD se reeditó el 2 de julio de 2007 con una nueva portada y un precio más económico, como forma de animar a los nuevos espectadores de la serie moderna a ver la serie clásica.